# 鈴木秀総
鈴木 秀総（すずき ひでのぶ）は、静岡県浜松市出身の美容師・写真家。日本の各地域を紹介する写真を撮影。
ヨーロッパ・アメリカ・東南アジアなど、日本国外のメディアに取り上げられることが多い。ナショナルジオグラフィックなど国外のメディアに注目され、フランスの国民美術協会がルーブル美術館で開催するサロン展に２年連続招待展示され、金賞を受賞した。

## 略歴
徳島県徳島市生まれ。静岡県浜松市育ち、愛知県豊橋市在住。
美容室B-ROBOTSを開業。2015年、静岡県湖西市B-ROBOTSから愛知県豊橋市中原町に美容室Lietratte'を移転・開業。

## 主な作品掲載及び表彰
- 2013年 オリンパス社フォトパスグランプリ金賞受賞[5]
- 2014年 自由人・高橋歩のPLAY EARTHクラブのメンバーになり12月19日発行のPLAY EARTH CATALOG 2014 FALL で紹介[6]
- 2014年 ナショナルジオグラフィック社のyourshot 32 photos selected by Evelyn Hockstein（英語版）に選定された[8]。
- 2014年 ナショナルジオグラフィックBest of july Photo of the Day 入賞[9]。
- 2014年 My Modern met[10]が選ぶ37 Most Incredible Photographs of The Yearに選定される[11]。
- 2015年 ナショナルジオグラフィック社 Photo of the Day 入賞[12]。
- 2015年 ナショナルジオグラフィック社GALLERIES: SENSE OF PLACE - WEEK 1に選定される[13]。
- 2015年 5月ガルーダインドネシア航空機内誌に作品掲載[14]。
- 2015年 8月ガルーダインドネシア航空機内誌に作品掲載[15]。
- 2015年 LensCultureにて"Sleeping Giants, Weeping Plums: Japanese Landscape Photography[16]"のタイトルで特集される
- 2016年 ナショナルジオグラフィック社のTravel Photographer of the year Contest 2016でALL - WEEK 3[17]。
- 2016年 THE HUFFINGTON POSTで紹介される[18]。
- 2016年 DAILY MAIL（8月25日発行）で紹介される[19]。
- 2016年12月 ミャンマー連邦共和国、日本語学校のテキストブック（TIME STUDY[20])で掲載される。P9 - P12参照
- 2016年12月 ルーブル美術館のCarrousel Du Louvreで開催されたフランス国民美術協会（ソシエテ・ナショナル・デ・ボザール）サロン展で「S.N.B.A金賞」受賞[4]。
- 2016年 12月9日発売 文藝春秋特集「写真で知るもうひとつの日本」（全13ページ）[21]。
- 2017年　Luxembourg Art Prize 2017 芸術功労賞受賞。
- 2017年12月 ルーブル美術館のCarrousel Du Louvreで開催されたフランス国民美術協会サロン展で招待展示[3]。
- 2018年10月　日仏友好 、日仏政府機関公認、複合型文化芸術イベント「ジャポニスム 2018」に参加企画にて展示[22]。
- 2023年12月 朝日放送テレビ制作・テレビ朝日系列、吉本興業主催『M-1グランプリ』メインポスターに作品提供[23]。
- 2025年4月 ナショナルジオグラフィック社Our HOME写真コンテスト受賞[24]。
- 2025年6月28日〜7月31日　豊橋市まちなか図書館主催　写真展・手筒花火で紡ぐ夏の物語。7月13日トークイベント[25]。

### 作品掲載サイト
- Fubiz ：Japan Immersion Photography（フランス）
- grainedephotographe：Immersion au Japon avec Hidenobu Suzuki （フランス）
- DAILY MAIL：The park that's been turned so blue by a springtime sea of flowers that the ground blends with the sky（イギリス）
- ドウゾドウモ：Une superbe série des quatre saisons du Japon réalisée par un photographe japonais.（フランス）
- TABI LABO：こんなにきれいだったんだ・・・「梅雨」の魅力に気づかせてくれる写真9選（日本）
- HYPEBEAST：Idyllic Landscape Photographs Depict Tranquil Japan（アメリカ）
- Photoblog.hk：Hidenobu Suzuki 鏡頭下的日本 400 年傳統「手筒花火」（香港）
- Kaizen magazine：Immersion dans les couleurs du Japon（フランス）
- design you trust：Magical Photos Of Early Spring In Japan Captured By Hidenobu Suzuki（アメリカ）
- DAILY MAIL：Bamboozled! The Japanese festival where men carry bamboo tubes stuffed with gunpowder and shoot flames 30ft high（イギリス）
- SUTA：これぞ日本の伝統！手筒花火打ち上げの瞬間を撮影したフォトシリーズの迫力がスゴイ（日本）